# Qenneshre
Qenneshre (también Qēnneshrē o Qennešre, en siríaco significa "nido del águila"; árabe Qinnisrī) fue un gran monasterio de la Iglesia ortodoxa de Siria entre los siglos VI y XIII. Fue un centro de estudio de la literatura griega antigua y de los Padres de la Iglesia griegos y, a través de sus traducciones al siríaco, transmitió las obras griegas al mundo islámico. Fue "el centro intelectual más importante de los ortodoxos sirios (...) desde el siglo VI hasta principios de siglo IX", cuando fue saqueado y entró en declive.

## Ubicación
Qenneshre se encontraba en la región de Mesopotamia Superior. Según Yāqūt, estaba a cuatro parasangas de Manbiy y a siete de Serugh.
En la década de 1990, un grupo de arqueólogos españoles descubrió un gran complejo monástico en la orilla oeste del río Éufrates, cerca de su confluencia con el Sajur, que fue identificado con Qenneshre. En 2005-2006, sin embargo, el arqueólogo sirio Yousef al-Dabte excavó un centro monástico en la ribera oriental del Éufrates, cruzando desde Yarábulus (antigua Europos), que también identificó con Qenneshre. Esta última identificación parece la más probable.

## Historia
El monasterio fue fundado alrededor de 530 por Juan bar Aphtonia, abad del monasterio de Santo Tomás, cerca de Seleucia Pieria, quien se retiró con algunos monjes para fundar una nueva casa debido a la política anti-miafisita desplegada por el Emperador Justino I. Esta segunda casa fundada por Juan pudo haber estado originalmente también bajo la advocación de Santo Tomás. No está claro si es el "monasterio de Beth Aphtonia" mencionado en algunas fuentes siríacas. El énfasis que se dio en el nuevo monasterio a los estudios de griego fue heredado de Seleucia Pieria. En su apogeo, que duró hasta el siglo IX, Qenneshre llegó a tener alrededor de 370 monjes residentes.
En el año 623, de acuerdo con la Crónica de 724, los eslavos atacaron la isla de Creta y capturaron a algunos monjes de Qenneshre, matando a veinte de ellos. Probablemente se trataba de los exiliados que huyeron de la invasión persa de Mesopotamia en 602.
En algún momento posterior a 809, probablemente alrededor de 811, Qenneshre fue saqueada y quemada por un grupo árabe, probablemente bajo la dirección de Naṣr ibn Shabath al-ʿUqaylī. Alrededor de 820, el Patriarca Dionisios de Tel Maḥre, un exmonje de Qenneshre, consiguió que se le concediera permiso para reconstruir el monasterio por parte de ʿUthmān, hijo de Thumāma ibn al-Walīd, que había sucedido a su padre como el líder local de facto en medio de la guerra civil que siguió a la muerte del Califa Harún al-Rashid en 809. Qenneshre, sin embargo, nunca volvió a recuperar el nivel anterior.
A pesar de ello, Qenneshre siguió siendo lo suficientemente importante para ser un lugar de visita para los obispos del siglo X. Durante el reinado del Emir de Sayf al-Dawla (muerto en 967), era un importante destino para los turistas de Mabbug, de acuerdo con lo escrito por Ibn al-ʿAdīm en el siglo XIII. No está del todo claro cuándo se abandonó el monasterio, pero las evidencias arqueológicas sugieren que todavía estaba habitado en el siglo XIII.

## Centro de aprendizaje del griego
La cultura bilingüe del monasterio se ha denominado Greco-Siria o Siro-Helénica. Otros monasterios de la Iglesia ortodoxa de Siria con la misma cultura bilingüe serían Mar Mattai, Mar Zakay, Mar Saba, el Monasterio de Santa Catalina y el Monasterio de Amanus.
Los monjes de Qenneshre y sus discípulos tradujeron del griego al siríaco obras tanto seculares como religiosas. Se sabe que Tumo de Ḥarqel, el Patriarca Atanasio II y Jacobo de Edesa estudiaron griego en Qenneshre, como probablemente hicieron también Severo Sebokt y Jorge, el obispo de los Árabes, y, posiblemente, Focas de Edesa. El traductor Pawla de Edesa trabajaba "según la tradición de Qenneshre", según refiere una nota en un manuscrito de sus traducciones de Severo de Antioquía. No existe aún ningún estudio académico sobre la forma y las técnicas de traducción de la escuela de Qenneshre. La traducción y re-traducción de textos bíblicos, patrísticos y filosóficos seculares sugieren un claro "programa de estudio miafisita" diseñado y promovido desde Qenneshre.
Entre las obras traducidas en Qenneshre o por los monjes de Qenneshre se encuentran las Homilías de Gregorio Nacianceno, realizada por Pablo de Edesa, en 623-624; los himnos de Severo de Antioquía, realizada también por Pablo y posteriormente revisada por Jacobo de Edesa; el Hexameron de Basilio de Cesarea, por Atanasio; los Primeros Analíticos, Segundos Analíticos, los Tópicos y las Refutaciones sofísticas de Aristóteles, también por Atanasio; las Categorías de Aristóteles por Jacobo a comienzos del s. VIII; y Sobre la Interpretación de Aristóteles, de Jorge, obispo de los Árabes, que también re-tradujo los Primeros analíticos, añadiendo en ambos casos su propia introducción y comentario. Todo el Órganon (las obras completas de Aristóteles sobre lógica) estaba ya disponible en siríaco a la muerte de Atanasio II en 684.
Los monjes de Qenneshre, como los de Qartmin (Mor Gabriel), mantuvieron un registro de los principales eventos en la forma de anales, que eran actualizados periódicamente. Estos anales sirvieron como fuente para la Crónica de Edesa del s. VI y para la Crónica de Tomás el Presbítero, a comienzos del siglo VII. Según Dionisios de Tel Maḥre, Jacobo de Edesa y Juan el Estilita "ordenaron la sucesión de los años" a la manera de Eusebio de Cesarea.
De Qenneshre salieron varios obispos y siete patriarcas de Antioquía. Además de los mencionados Dionisios y Atanasio II, los Patriarcas Juliano I, Atanasio I, Teodoro, Juliano II y Jorge I también fueron monjes de Qenneshre. El historiador del siglo XIII Bar Hebraeus específicamente señala que estos patriarcas aprendieron griego en Qenneshre. Durante parte del siglo VII, según la biografía de Teodota de Amida (muerta en 698), los patriarcas de Antioquía aún residía en Qenneshre. Severo Sebokt es llamado "obispo de Qenneshrin" por Bar Hebraeus, lo que podría indicar que era el obispo de Calcis o tal vez incluso que Qenneshre contó con un obispo durante un corto periodo de tiempo.